# Achille Ouvré
Achille Ouvré est un illustrateur et graveur français, né le 26 juillet 1872 à Paris XVe et mort le 26 mars 1951 à Paris XIVe, principalement connu pour avoir illustré de nombreux livres au début du XXe siècle.

## Biographie
Cet artiste, d'une culture très étendue et d'une nature indépendante, eut le mérite de se former seul : il acquit sa science du dessin et de la composition en travaillant sans maître, dans les académies de Montparnasse.
D'un abord courtois et affable, il se fit, parmi les artistes, musiciens et écrivains de sa génération, d'excellentes amitiés qu'attestent les portraits dessinés et gravés qui ont été vus aux expositions du Salon d'automne dont il a été, pendant 25 ans, président de la section de gravure.
Achille Ouvré est nommé chevalier de la Légion d'honneur le 14 janvier 1925, puis promu officier le 24 janvier 1950. Son œuvre est considérable et diverse : portraitiste influencé par Hans Holbein et les peintres japonais, il a laissé de nombreux dessins dont le trait incisif et volontaire laisse transparaître le caractère et l'âme même du modèle ; Maurice Ravel, Sarah Bernhardt, Maurice Barrès, Paul Valéry, Jules Romains ou encore Paul Bourget ont posé devant lui.
Achille Ouvré a également été un illustrateur de grand talent : il dessina et grava avec un saisissant relief, dans un important ouvrage, les milieux de la Bourse de Paris ; il laisse un nombre considérable de livres illustrés dont les plus intéressants sont probablement De profundis, ouvrage sur les fous mais aussi un album sur Les hindous au camp anglais.
Le 19 mars 1934, âgé de 62 ans, il grave son premier timbre-poste sur acier pour la France, le premier petit format imprimé en taille-douce à l'effigie de Joseph Marie Jacquard en l'honneur de l'inventeur du métier à tisser. Son activité dans ce domaine fut féconde, excellent dans le portrait, il grava une quarantaine de réalisations, y compris pour la poste aérienne comprenant notamment les portraits aux effigies de Jacques Cartier, Victor Hugo, Richelieu, Jacques Callot, Jaurès, Berlioz, Clément Ader, Cézanne, Guynemer, Blanqui, Watteau, Chabrier, Foch, Hoche, Turgot, Henri IV, Gerson, La Fontaine… Sa dernière réalisation dans ce domaine, juste avant son décès, fut la gravure d'un timbre-poste à l'effigie de Talleyrand.
Achille Ouvré meurt en 1951 à son dernier domicile, 1 rue Cassini/34 rue du faubourg-Saint-Jacques où une plaque apposée sur la façade perpétue son souvenir. Il est inhumé à Nice, au Cimetière de l'Est, ou repose aussi sa femme.

## Livres illustrés
- Crapotte d'Henri Duvernois, coll. Le Livre de demain, Arthème Fayard, Paris, sans date, 23 bois originaux.

## Galerie

Œuvres d' Achille Ouvré
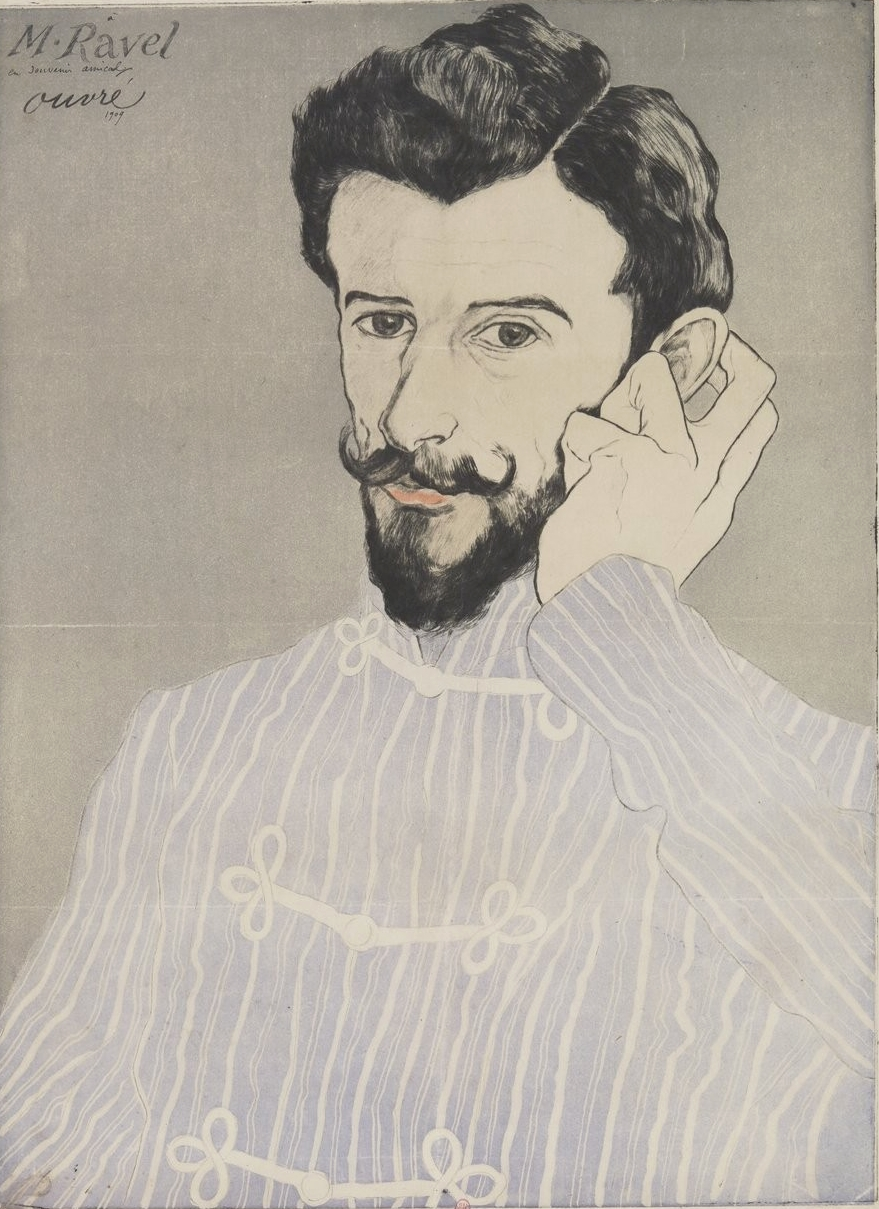
Portrait de Maurice Ravel (eau-forte, 1909).
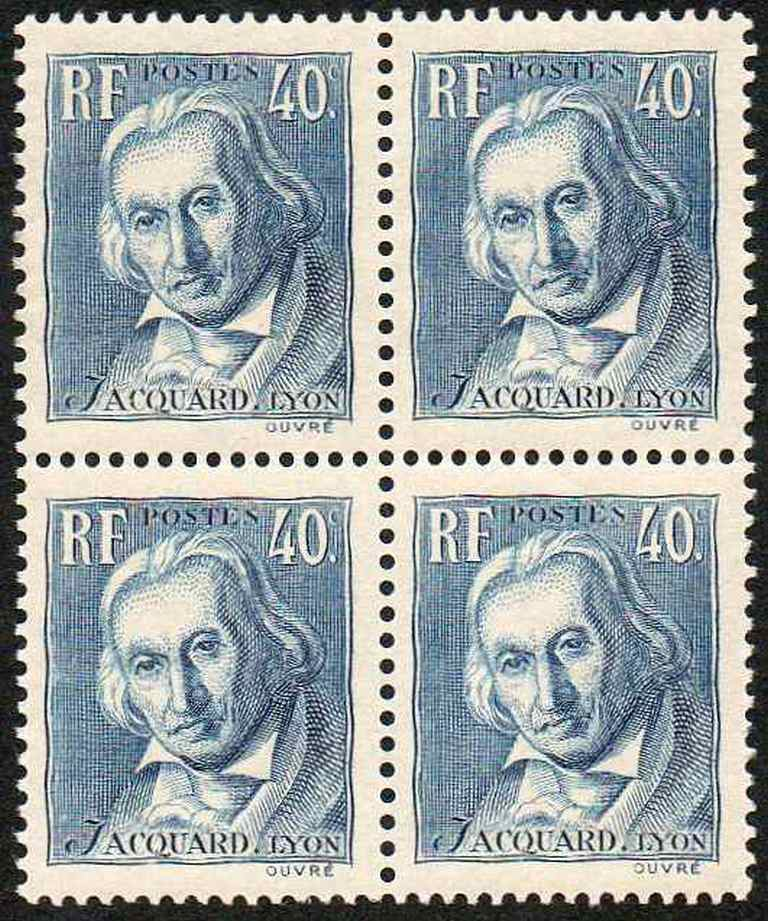
Timbre à l'effigie de Joseph Marie Jacquard (1934).
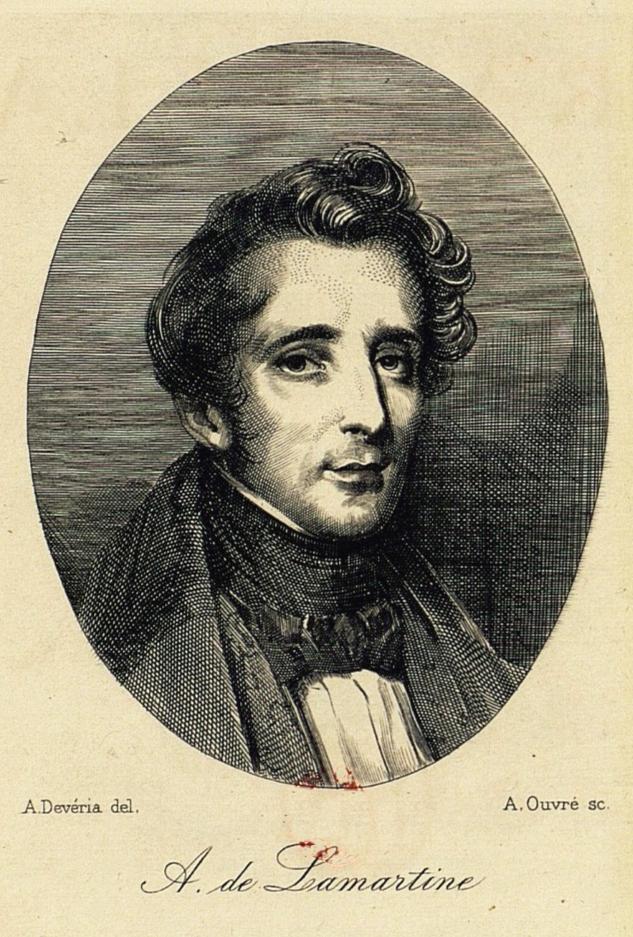
Portrait d'Alphonse de Lamartine (1926).